# Tipula obnata
Tipula obnata är en tvåvingeart som beskrevs av Alexander 1934. Tipula obnata ingår i släktet Tipula och familjen storharkrankar.
Artens utbredningsområde är Taiwan. Inga underarter finns listade i Catalogue of Life.